# Irn-Bru
Irn-bru (искажённое англ. Iron Brew — «железное варево») — безалкогольный газированный напиток, выпускаемый в шотландском городе Камберналд фирмой Barr из Глазго.
В Шотландии «Айрн-Брю» считается национальным напитком и входит в число самых продаваемых газированных напитков, на равных конкурируя с такими глобальными брендами, как Кока-Кола и Пепси.

## История
Strachan’s brew, прототип современного «Айрн-Брю», был представлен публике в 1901 году в шотландском Фолкерке. Несмотря на то, что эта дата является официальной, в архивных документах компании Barr имеются записи о том, что напиток под названием Iron Brew уже выпускался двумя годами ранее и к маю 1898 года имел высокие продажи.
Современное название Irn-Bru появилось в июле 1946. В это время компания Barr зарегистрировала торговую марку. В 1980 году появился низкокалорийный «Айрн-Брю» (с 1991 года выпускается как диетический «Айрн-Брю»), а в 2006 году — энергетический напиток «Айрн-Брю-32».
27 января 2010 года Британский департамент пищевой стандартизации предложил фирме AG Barr отказаться от добавления в напиток двух синтетических красителей.
В 2016 году был выпущен новый вариант диетического «Айрн-Брю» Irn-Bru Xtra, отличающийся от старого варианта более современным логотипом и не содержащий сахара, по аналогии с Coca-Cola Zero и Pepsi Max.
В январе 2018 года компания Barr изменила состав напитка в связи с предстоящим вводом «налога на сахар» в апреле 2018 года в Великобритании. Снизив содержание сахара до 5 г на 100 мл, Barr смогла освободиться от налога.
В мае 2019 года компания Барр анонсировала новый вариант энергетического напитка Irn-Bru под названием Irn-Bru Energy, который был выпущен 1 июля 2019 года.

## Состав
Очищенная питьевая вода, сахар, двуокись углерода, идентичный натуральному ароматизатор «„Айрн-Брю“», регуляторы кислотности E330 и E381, консервант E211, кофеин (не более 110 мг/л), красители E110 и E124.
«Айрн-Брю» известен своим прозрачным ярко-оранжевым цветом.

## Положение на мировом рынке

### В России
На российском рынке «Айрн-Брю» представлен с 1997 года. В 1999 году была проведена масштабная рекламная кампания по его популяризации. С 2015 года производится Московской пивоваренной компанией.